# توناپونا
توناپونا (به انگلیسی: Tunapuna) شهری در کشور ترینیداد و توباگو، استان توناپونا-پیارکو است که جمعیت آن در سرشماری سال ۲۰۰۵ میلادی ۱۴٫۶۱۴ نفر بوده‌است.